# Avigdor Hameiri
Avigdor Hammeiri est un poète, romancier, essayiste et traducteur juif israélien.
Il est né en Hongrie en 1890 et mort en Israël en 1970.
Il se montre souvent critique envers la nouvelle société israélienne (La Grande Folie, 1950). Il a écrit des poèmes pacifistes.

## Citation
Comment tuer ?
Moi qui étais un enfant sensible,

Qui ouvrais la fenêtre à une mouche transie de froid,

Qui aidais la fourmi dans son labeur.

Moi, supprimer une vie ?

Lever un sabre ?

Mon Dieu, mon Dieu !

Et que ferai-je du Juif en moi ?